# 劉任治
劉任治（1430年—？），字篤棐，江西吉安府安福縣人，明朝政治人物。進士出身。

## 生平
江西鄉試第一百三十八名。天順元年（1457年）丁丑科會試第二百十名，殿試登進士第二甲第二十二名。歷官兵部、工部郎中，遷雲南楚雄府知府。

## 家族
曾祖父劉彌聖。祖父劉體仁。父亲劉襄，曾任學正。